# Marian Teofil Rudnicki
Marian Teofil Rudnicki (* 7. März 1888 in Krakau; † 31. Dezember 1944 in Warschau) war ein polnischer Dirigent und Komponist.

## Leben und Werk
Marian Teofil Rudnicki war Schüler von Bolesław Wallek-Walewski.
Von 1916 bis 1919 wirkte er als Kapellmeister am Krakauer Operettentheater. 1919 wechselte er an die Warschauer Staatsoper.
Marian Teofil Rudnicki schrieb Orchesterwerke, Klavierstücke, Chöre, Lieder, Film- und Bühnenmusiken sowie das weltliche Oratorium Hej ty Wislo, das auf polnischen Volksweisen und -tänzen basiert.